# Östanbyn
Östanbyn är en tidigare småort i Avesta kommun, Dalarnas län belägen i Grytnäs socken nordost om Avesta. Från 2015 ingår området i Avesta tätort.